# Passiflora cupraea
Passiflora cupraea L. – gatunek rośliny z rodziny męczennicowatych (Passifloraceae Juss. ex Kunth in Humb.). Występuje naturalnie na Kubie, Haiti oraz Bahamach.

## Morfologia
PokrójZdrewniałe, trwałe, nagie liany.
LiściePodłużne lub owalne, rozwarte lub ostrokątne u podstawy. Mają 2,5–7 cm długości oraz 1,5–5 cm szerokości. Całobrzegie, z tępym lub ostrym wierzchołkiem. Ogonek liściowy jest nagi i ma długość 5–13 mm. Przylistki są liniowe, mają 3 mm długości.
KwiatyPojedyncze lub zebrane w pary. Działki kielicha są liniowo podłużne, brązowoczerwonawe, mają 1,5–2,5 cm długości. Płatki są liniowo podłużne, brązowoczerwonawe, mają 1–1,8 cm długości. Przykoronek ułożony jest w jednym rzędzie, brązowo-purpurowy lub pomarańczowy, ma 3–5 mm długości.
OwoceSą kulistego kształtu. Mają 1 cm średnicy.